# 인텔 디버거
인텔 디버거 (IDB: Intel Debugger)는 C, C++ 그리고 포트란으로 쓰여진 프로그램의 디버깅을 지원하기 위해 인텔에 의해 개발되었다. 이것은 커맨드 라인 또는 리눅스 이클립스 플랫폼에서의 자바 기반 그래픽 사용자 인터페이스 (GUI) 중에서 선택할 수 있다. 인텔 디버거는 Intel Parallel Studio와 그것의 인텔 C++ 컴파일러, Fortran 컴파일러 제품들 같은 여러 인텔 소프트웨어 제품들의 구성 요소였다.
인텔 디버거에 대한 지원은 중지되었으며 가장 마지막으로 출시된 버전은 13.0.1 (2013)이다. 리눅스와 OS X에서, 인텔은 GNU 디버거에 대한 확장을 지원한다. (인텔 Composer XE 2013 SP1에서 제공되는 GDB는 GDB 7.5에 기반한다.) 인텔은 GDB의 분기를 유지중이며, 이것을 구현하는 관련된 버그들에 대한 일도 진행하고 있다. 윈도우에서, 인텔은 비주얼 스튜디오 디버거에 대한 확장을 지원한다.

## 같이 보기
- 인텔 패러렐 스튜디오
- 인텔 C++ 컴파일러
- 인텔 포트란 컴파일러